# Převýšov
Převýšov (en allemand : Neudorf) est une commune du district de Hradec Králové, dans la région de Hradec Králové, en République tchèque. Sa population s'élevait à 341 habitants en 2022.

## Géographie
Převýšov se trouve à 4 km à l'ouest de Chlumec nad Cidlinou, à 31 km à l'ouest-sud-ouest de Hradec Králové et à 70 km à l'est-nord-est de Prague.
La commune est limitée par Lovčice à l'ouest et au nord, par Chlumec nad Cidlinou au nord-est, par Olešnice au sud-est, et par Žiželice au sud.

## Histoire
La première mention écrite de la localité date de 1386.

## Galerie

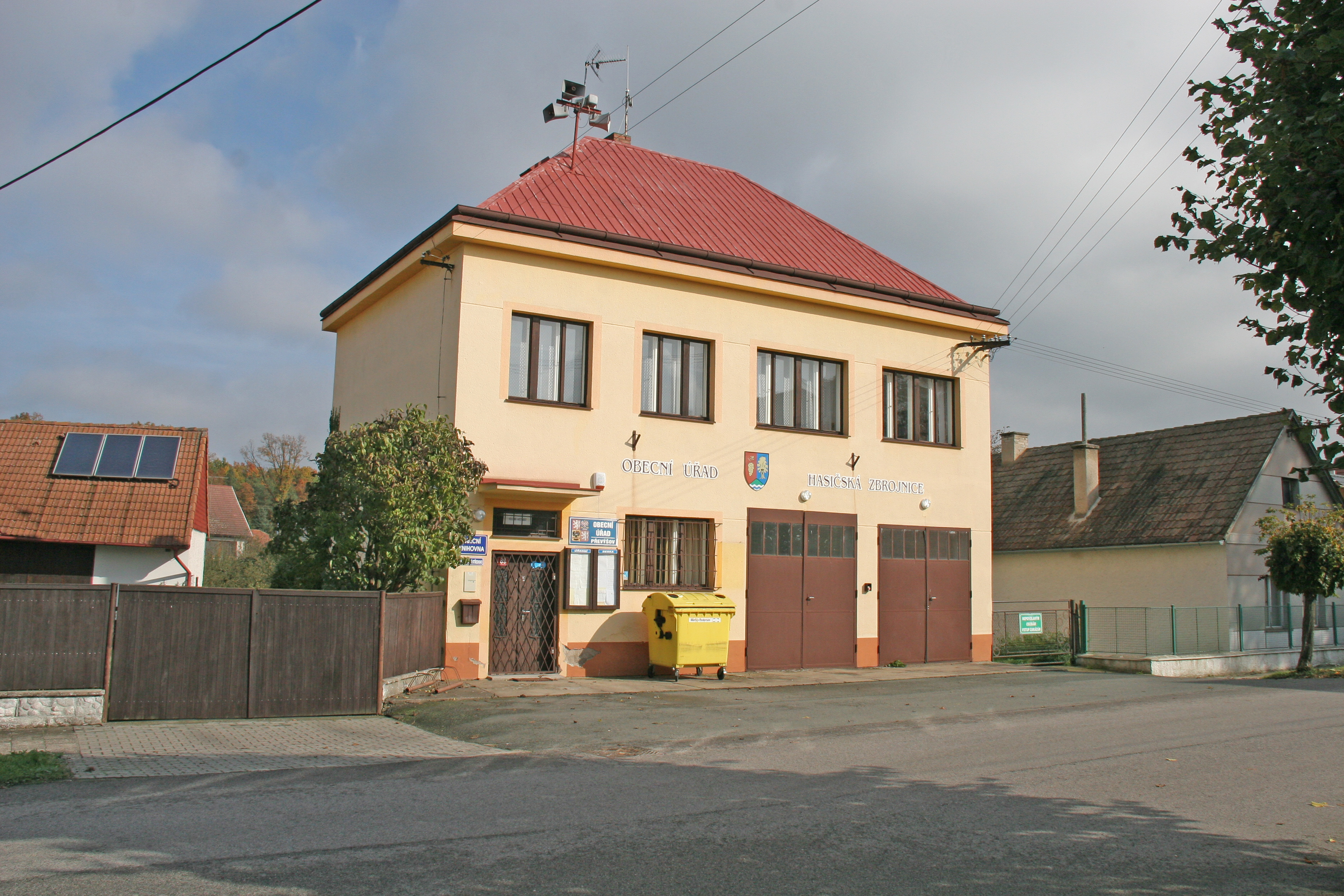
Převýšov : la mairie.
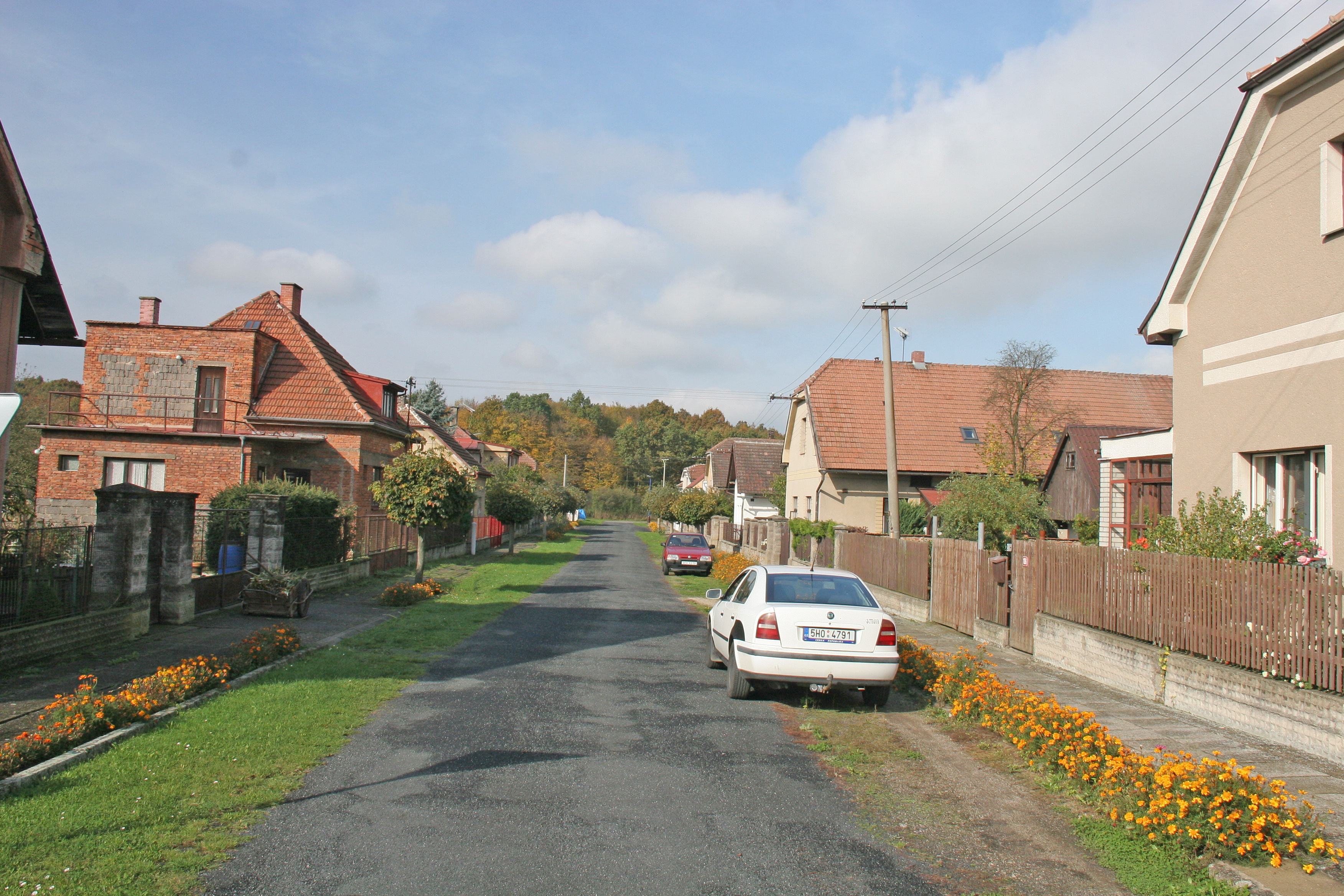
Rue de Převýšov.

## Transports
Par la route, Převýšov se trouve à 4,3 km de Chlumec nad Cidlinou, à 34 km de Hradec Králové et à 86 km de Prague. 